# Premnobius
Premnobius är ett släkte av skalbaggar. Premnobius ingår i familjen vivlar.

## Dottertaxa tillPremnobius, i alfabetisk ordning[1]
- Premnobius adjunctus
- Premnobius ambitiosus
- Premnobius amphicranoides
- Premnobius binodosus
- Premnobius bituberculatus
- Premnobius brasiliensis
- Premnobius cavipennis
- Premnobius circumcinctus
- Premnobius circumspinatus
- Premnobius corruptus
- Premnobius corthyloides
- Premnobius declivis
- Premnobius familiaris
- Premnobius felix
- Premnobius hystrix
- Premnobius ivoriensis
- Premnobius latior
- Premnobius longus
- Premnobius marginatus
- Premnobius minor
- Premnobius mukunyae
- Premnobius nodulosus
- Premnobius orientalis
- Premnobius perspinidens
- Premnobius pseudohystrix
- Premnobius quadridens
- Premnobius quadrispinosus
- Premnobius robustulus
- Premnobius sexnotatus
- Premnobius sexspinosus
- Premnobius spinifer
- Premnobius spinosus